# ソースコードエディタ
ソースコードエディタとは、プログラマがプログラムのソースコードを編集することを目的として設計されたテキストエディタプログラムである。独立したアプリケーションの場合と、統合開発環境 (IDE) に組み込まれている場合がある。
ソースコードエディタはソースコードの入力を単純化し高速化するよう設計されており、シンタックスハイライト、自動補完、括弧のマッチングといった機能を持つ。また、コンパイラ、インタプリタ、デバッガなどのソフトウェア開発用プログラムを実行する便利な手段を備えていることが多い。普通のテキストエディタでもソースコードを編集できるが、特にソースコード入力･編集に特化した機能を持つものをソースコードエディタと呼ぶ。
一部のソースコードエディタはプログラマがタイピングしている最中に文法をチェックし、問題を即座に指摘する。また、一部のソースコードエディタはソースコードを圧縮でき、主なキーワードを1バイトのトークンに変換し、不要な空白文字を削除し、数値をバイナリ形式に変換して保存する。その場合、ファイル読み込み時に解凍し、整形して表示する。これら両方（文法チェックと圧縮）を行うソースコードエディタも存在する。

## 主なソースコードエディタ
- Atom (macOS 10.8以上,Windows 7以上,Linux)
- Crimson Editor (Windows)
- Emacs (UNIX, Windows)
- EmEditor (Windows)
- Fleet (Windows, Linux, macOS)
- ISPF/PDF Edit (AIX,IBM,MVS,TRSDOS, DOS, UNIX,Linux,OS/2,Windows)
- jEdit (Windows, Linux, macOS)
- Kate (KDE)
- NEdit (Linux, UNIX, macOS)
- Notepad++ (Windows)
- PSPad (Windows)
- SciTE  (Windows, Linux)
- vi/Vim (UNIX, Windows)
- Visual Studio Code (Windows, Linux, macOS)

以下は、統合開発環境 (IDE) に組み込まれているエディタである。
- IntelliJ IDEA の組み込みエディタ (Windows, Linux, macOS)
- KDevelop (KDE)
- Lazarus の組み込みエディタ (Windows, Linux, macOS)
- Microsoft Visual Studio の組み込みエディタ (Windows)